# 경범죄처벌법
경범죄처벌법(輕犯罪處罰法)은 벌금(罰金)·구류(拘留) 또는 과료(科料)에 처할 비교적 경미한 범죄(소위 違警罪)에 관하여 규정한 법률을 말한다. 종래의 경찰범 처벌 규칙이 자칫하면 범죄 수사를 위한 편의수단으로 악용되고 대중운동 탄압의 도구로써 이용되는 경우가 적지 아니하였으므로, 본법은 특히 2조에서 '이 법의 적용에 있어서 국민의 권리를 부당하게 침해하지 아니하도록 세심한 주의를 기울여야 하며, 본래의 목적을 벗어나 다른 목적을 위하여 이 법을 함부로 적용하여서는 아니 된다'고 규정하고 있다. 그리고 이 법의 죄를 교사 또는 방조한 자는 정범(正犯)에 준하고(경범 4조), 또 이 법의 죄를 범한 자에 대하여는 정상(情狀)에 의하여 그 형을 면제하거나 구류와 과료를 병과할 수 있다(경범 5조).